# Johan von Westphal
| Johan von Westphals (till vänster) och Brita Magdalena Fleetwoods epitafium i Taxinge kyrka. |  | Johan von Westphals (till vänster) och Brita Magdalena Fleetwoods epitafium i Taxinge kyrka. |
| Johan von Westphals (till vänster) och Brita Magdalena Fleetwoods epitafium i Taxinge kyrka. |  |                                                                                              |

Johan von Westphal, född 18 september 1636 i Enköpings-Näs socken, Uppsala län, död 24 mars 1710 på Näsby gods i Taxinge socken, Stockholms län, var godspatron på Näsby gods och byggherre till föregångaren av nuvarande Taxinge kyrka.

## Biografi
Westphal var son till Peter Petersson Westphal och Margareta Bradback. Han studerade i Uppsala 1653, blev kammarskrivare i kammarkollegiet 1660 och i statskontoret 1662. Han blev änkedrottningen Hedvig Eleonoras hovbokhållare 1665 och kamrerare i hennes livgeding 1671. Han adlades von Westphal i mars 1683 och blev hauptmann i Hedvig Eleonoras livgeding. 1685 förvärvade han Näsby gods i Taxinge socken som ingick i Hedvig Eleonoras livgeding och utvecklade egendomen till storgods genom köp av ytterligare gårdar i omgivningen. 
Han lät bygga den första herrgårdsanläggningen på Näsby och gjorde den till sitt säteri. År 1703 gifte han sig med friherrinnan Brita Magdalena Fleetwood (1670–1755). Paret förblev barnlöst. 1704 stod den nya Taxinge kyrka färdig som han bekostade av egna medel och till vilken han gav klockor, predikstol, altartavla och andra kostbara prydnader. Både han och hustrun begravdes i Taxinge kyrka och ligger under golvet av södra korsarmen. I kyrkan hänger Johan von Westphals och hustruns epitafium.